# 黄文雄 (政治家)
黄 文雄（こう ぶんゆう、注音: ㄏㄨㄤˊ ㄨㄣˊ ㄒㄩㄥˊ, 拼音: Huáng Wénxióng、1937年10月2日 - ）は、台湾の政治家・独立運動家・人権活動家。英語名はPeter Huang。1970年にアメリカで蔣経国暗殺未遂事件を起こした。
日本在住の評論家黄文雄と生年・政治的な主張が似ており、しかも双方とも台湾独立建国連盟の関係者であるため、混同されることも多いが、まったくの別人である。

## 略歴
1937年（昭和12年）、日本統治下の台湾の新竹州生まれ。国立政治大学新聞学科卒業。1964年（民国53年）、アメリカ合衆国のピッツバーグ大学の奨学金を獲得したのを機に渡米、コーネル大学社会学研究所で博士号取得に励むかたわら、ベトナム反戦運動や学生運動、フェミニズム運動などに参加、さらに全米台湾独立連盟（UFAI）、台湾独立連盟（WUFI）に加わって、台湾独立に向けた活動を行った。
1970年、アメリカ留学中の32歳のとき、中華民国総統・蔣介石の息子である蔣経国（当時、行政院副院長。のちに総統）の訪米予定が発表されると、台湾の独立と自由を目的として蔣の暗殺を妹の夫の鄭自才、妹の黄晴美らと計画する。同年4月24日、訪米した蔣経国をニューヨークのプラザホテルの入口で拳銃で狙撃したが失敗、その場でニューヨーク市警察に逮捕された。その後、保釈中に逃亡し、1996年まで20年以上にわたり地下に潜伏した。この暗殺未遂事件は台湾独立派からは「義挙」として賞賛されることが多い一方で、中華人民共和国政府など台湾独立に対して批判的な勢力からは「台湾独立派がテロリストにすぎない」証拠であると非難されることが多い。なお、台湾ではこの事件は起きた日付をとって「四二四刺蔣案」と呼ばれている。
1996年（民国85年）4月、台湾へ帰国し、1998年（民国87年）1月には台湾人権促進会（略称：台権会）の第8代会長に就任し、2000年（民国89年）には陳水扁政権のもとで総統府国策顧問も務めた。